# Mordellistena inornata
Mordellistena inornata är en skalbaggsart som beskrevs av Smith 1882. Mordellistena inornata ingår i släktet Mordellistena och familjen tornbaggar. Inga underarter finns listade i Catalogue of Life.